# Melchior Dönni
Melchior Dönni (* 13. Januar 1842 in Luzern; † 18. Juli 1916 ebenda) war ein Schweizer Käser, dem im Jahr 1902 vom Patentamt in Bern ein Patent für ein Erdrelief erteilt wurde, welches die gesamte Erdoberfläche als flache Ebene darstellte. Nach einem Jahr erlosch das Patent, da die jährliche Gebühr nicht bezahlt worden war. Er hatte aus zwei Ehen acht Kinder.